# Dolores Delgado
Dolores Delgado García [doˈloɾes ðɛlˈɣaðo ɣaɾˈsia], née le 9 novembre 1962 à Madrid, est une procureure et femme politique espagnole. Elle est ministre de la Justice entre le 7 juin 2018 et le 13 janvier 2020.
Elle est formée en droit à l'université autonome de Madrid puis à l'université complutense de Madrid. Devenue procureure en Catalogne en 1989, elle est mutée quatre ans plus tard au parquet anti-drogue de l'Audience nationale. Dans le cadre de ses fonctions, elle rencontre et devient l'amie de l'emblématique Baltasar Garzón.
Après les attentats de 2004, elle se spécialise dans la lutte anti-terroriste. Elle se montre alors défenseure du principe de justice universelle et se trouve promue trois ans après coordonnatrice de la lutte contre le djihadisme international. Elle passe au premier plan dans les années 2010 en dirigeant l'équipe d'investigation sur les éventuels crimes de Mouammar Kadhafi dans le cadre du printemps arabe ou en s'opposant à la remise d'Hervé Falciani à la Suisse.
Membre de l'Union progressiste des procureurs (UPF), elle est élue au conseil du ministère public en avril 2018. Deux mois plus tard, elle devient ministre de la Justice dans le gouvernement de Pedro Sánchez. Élue députée en avril 2019, elle n'est pas reconduite en janvier 2020 dans le gouvernement Sánchez II. Elle démissionne ensuite du Congrès des députés pour devenir procureure générale de l'État, fonctions qu'elle quitte en juillet 2022 pour raisons de santé.

## Famille
Dolores Delgado García, parfois surnommée « Lola », naît le 9 novembre 1962 à Madrid.
Elle est mariée avec Jordi Valls. Le couple a deux enfants.

## Études
Elle étudie le droit à l'université autonome de Madrid (UAM). Après y avoir obtenu une licence, elle poursuit son cursus en passant un master en droit communautaire à l'université complutense de Madrid (UCM). Elle complète sa formation à l'École de pratique juridique,.
Documentaliste dans un cabinet d'avocats de Barcelone, elle passe en 1987 le concours du ministère public et l'obtient deux ans plus tard.

## Vie professionnelle

### De la lutte antidrogue à l'antiterrorisme
Elle est initialement affectée au parquet du Tribunal supérieur de justice de Catalogne (TSJC), en 1989. Au bout de quatre ans, elle est mutée au ministère public de l'Audience nationale. Elle est d'abord intégrée au parquet anti-drogue, où elle se rapproche de l'emblématique juge Baltasar Garzón.
Elle travaille notamment sur l'opération Temple contre les réseaux de narcotrafiquants colombiens, qui aboutit à 34 condamnations à plus de 500 ans de prison cumulés, et l'opération Hielo Verde, contre un réseau de trafic de drogue et blanchiment d'argent impliquant sept pays dont le Canada, les États-Unis et le Costa Rica.
À la suite des attentats de Madrid du 11 mars 2004, elle spécialise dans la lutte contre le terrorisme, à la fois celui du séparatisme basque d'ETA et celui des filières djihadistes. Elle introduit plusieurs innovations dans les mécanismes d'investigation, comme l'officialisation du statut d'agent infiltré. En 2007, elle est désignée procureure coordonnatrice de la lutte contre le terrorisme djihadiste de l'Audience nationale.
En juillet 2006, le procureur général de l'État Cándido Conde-Pumpido en fait sa porte-parole. Elle abandonne cette fonction au bout d'un an,.

### Une procureure engagée

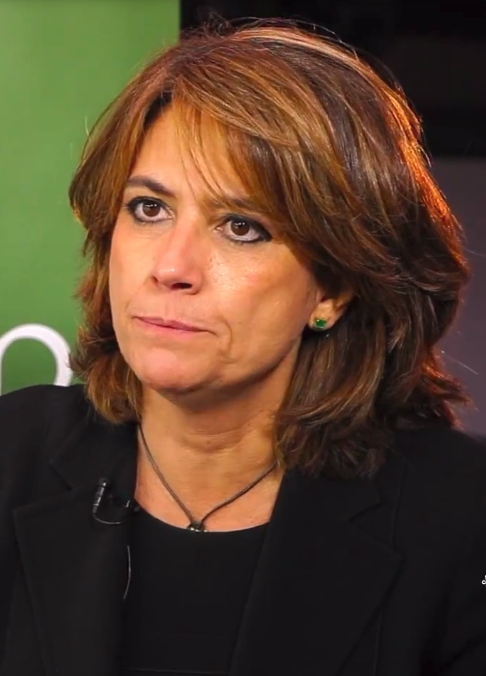
Dolores Delgado en 2014.

Grande défenseure du principe de justice universelle, elle obtient en 2007 la condamnation de l'ancien militaire argentin Adolfo Scilingo à plus de 1 000 ans de prison pour crime contre l'humanité.
Elle collabore à partir de 2011 avec le parquet de la Cour pénale internationale (CPI). Sa première mission consiste à coordonner l'équipe d'investigation concernant les éventuels crimes commis par le régime de Mouammar Kadhafi dans le cadre de la guerre civile qui ravage la Libye.
Elle s'oppose en 2013 à la remise à la Suisse de l'informaticien franco-italien Hervé Falciani, qui a rendu public des fichiers de la banque HSBC permettant ainsi l'identification d'évadés fiscaux. Elle souligne dans son avis que les faits qui lui sont reprochés « ne sont pas passibles de poursuites en Espagne, le secret bancaire y ayant été aboli en 1977 ». Elle est suivie par les magistrats de l'Audience nationale.
Elle est choisie le 6 juin 2017 pour exercer les fonctions de porte-parole du parquet de l'Audience nationale par le procureur en chef de la juridiction, Jesús Alonso. Moins de deux mois plus tard, elle participe au premier interrogatoire des suspects de l'organisation des attentats des 17 et 18 août 2017 en Catalogne aux côtés de la procureure chargée du dossier, Ana Noé. Dès le 12 septembre, le procureur adjoint Miguel Ángel Carballo, de tendance conservatrice, la remplace comme porte-parole du ministère public de l'Audience nationale du fait des désaccords entre Alonso et Delgado,.
Membre de l'Union progressiste des procureurs (UPF), elle soutient les mouvements de contestation contre les coupes budgétaires opérées dans le budget de la justice, qui mènent à une grève le 22 mai 2018. Elle intègre le mois précédent le conseil du ministère public, une entité consultative placée sous la présidence du procureur général de l'État après avoir fait campagne contre « une justice numérique inopérante », la limitation des délais de l'instruction et « pour des nominations fondées sur l'objectivité et le mérite ». Parallèlement, elle obtient la condamnation de dix accusés de l'opération Caronte à des peines allant jusqu'à 12 ans de prison pour avoir fomenté des attentats à Barcelone, l'enlèvement et l'assassinat d'une personne,.

## Ministre de la Justice

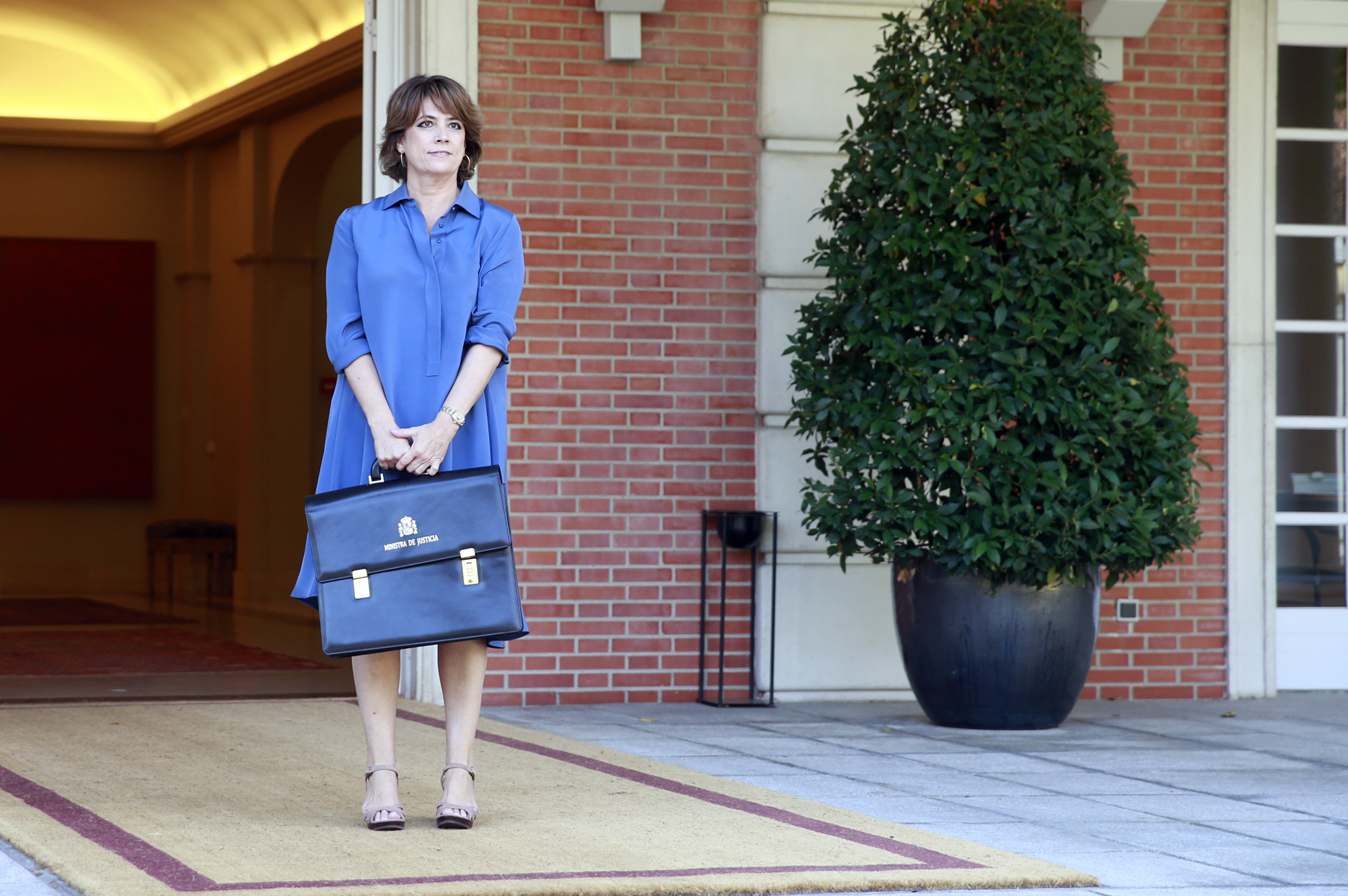
Delgado arrive au conseil des ministres le 6 juillet 2018.

Le 6 juin 2018, Pedro Sánchez annonce qu'elle sera nommée ministre de la Justice dans le gouvernement qu'il forme après avoir renversé Mariano Rajoy. Elle entre en fonction dès le lendemain.

### Nominations
Elle propose le 14 juin de nommer la procureure de Séville María José Segarra — membre de l'UPF et du conseil du ministère public — au poste de procureur général de l'État. Ayant reçu l'avis favorable du Conseil général du pouvoir judiciaire (CGPJ) et du Congrès des députés, Segarra est assermentée le 4 juillet.

### Mémoire historique
Le conseil des ministres du 29 juin approuve la création de la direction générale de la Mémoire historique au sein du ministère de la Justice, confiée à Fernando Martínez, spécialiste de cette question au sein du PSOE. Elle permettra au gouvernement d'appliquer concrètement la loi sur la mémoire historique de 2007, alors qu'en parallèle l'exécutif étudie l'exhumation des restes de Francisco Franco du Valle de los Caídos. Delgado annonce le 4 juillet étudier d'éventuelles modifications normatives pour retirer le titre de duchesse de Franco à Carmen Martínez-Bordiú y Franco, petite-fille de Francisco Franco qui hérite le jour même de ce titre nobiliaire grâce à un décret signé un mois plus tôt par Rafael Catalá.
Lors de son audition devant la commission de la Justice du Congrès le 11 juillet, elle indique vouloir aller plus loin en réformant la législation de 2007. Son but est de faire supporter à l'État les exhumations des fosses communes, l'élaboration des programmes de recherche des personnes disparues et la création d'un registre des victimes de la Guerre civile et de la dictature. En outre, les sentences des tribunaux de répression du franquisme seront annulées. Elle fait savoir que le ministère de la Justice étudie le cadre normatif permettant de déclarer illégales les organisations faisant l'apologie du régime de Franco, dont la fondation nationale Francisco-Franco. Enfin, le gouvernement a l'intention de créer une commission de vérité et rouvrir le bureau d'appui aux victimes du franquisme.

## Procureure générale de l'État
En janvier 2020, après avoir quitté son poste de ministre de la Justice, elle est proposée par Pedro Sánchez pour le poste de procureur général de l'État. Un recours, interjeté par le Parti populaire et Vox, contre sa nomination est rejeté par le Tribunal suprême le 19 octobre 2021. Elle démissionne de ses fonctions en juillet 2022 pour raisons de santé.